# West Tripoli Lake
West Tripoli Lake är en sjö i Kanada.   Den ligger i distriktet Algoma och provinsen Ontario, i den sydöstra delen av landet, 800 km väster om huvudstaden Ottawa. West Tripoli Lake ligger 422 meter över havet. Arean är 0,82 kvadratkilometer. Den sträcker sig 1,9 kilometer i nord-sydlig riktning, och 1,9 kilometer i öst-västlig riktning.
I omgivningarna runt West Tripoli Lake växer i huvudsak blandskog. Trakten runt West Tripoli Lake är nära nog obefolkad, med mindre än två invånare per kvadratkilometer.